# Frez

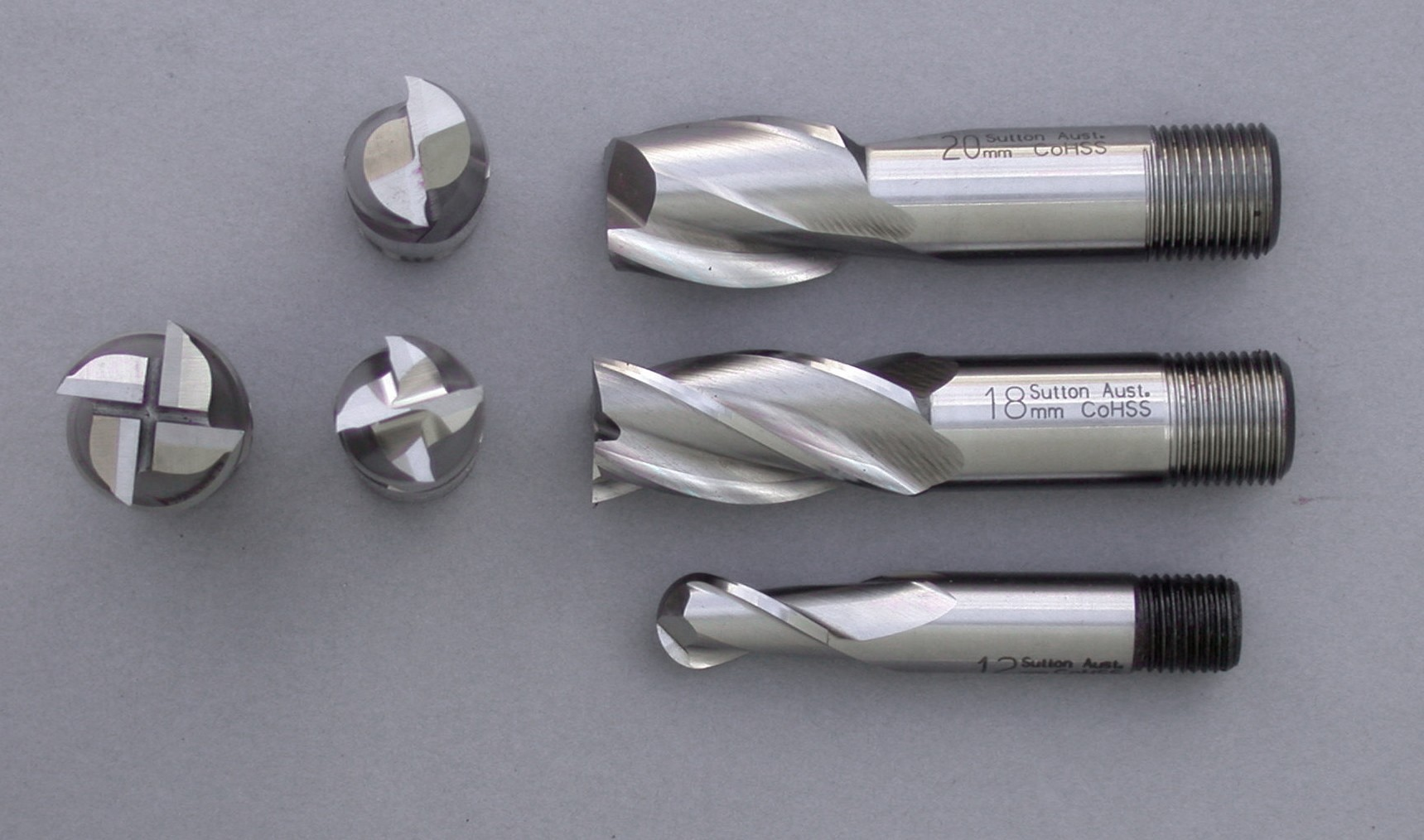
Frezy czołowo-palcowe

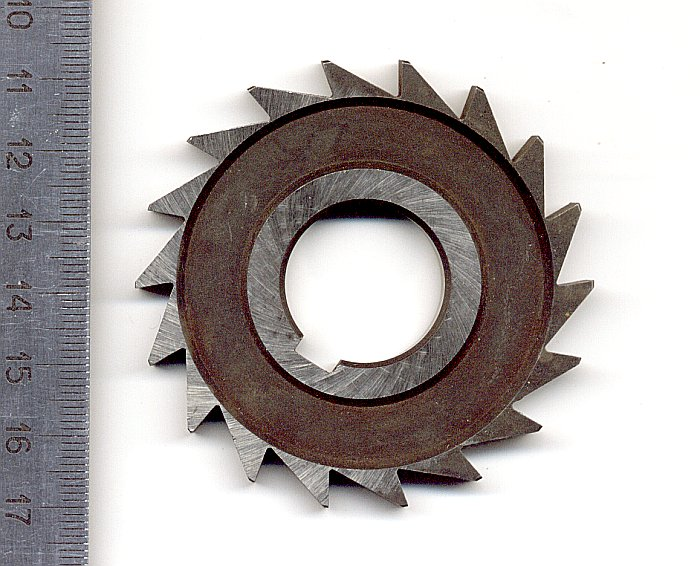
Frez tarczowy

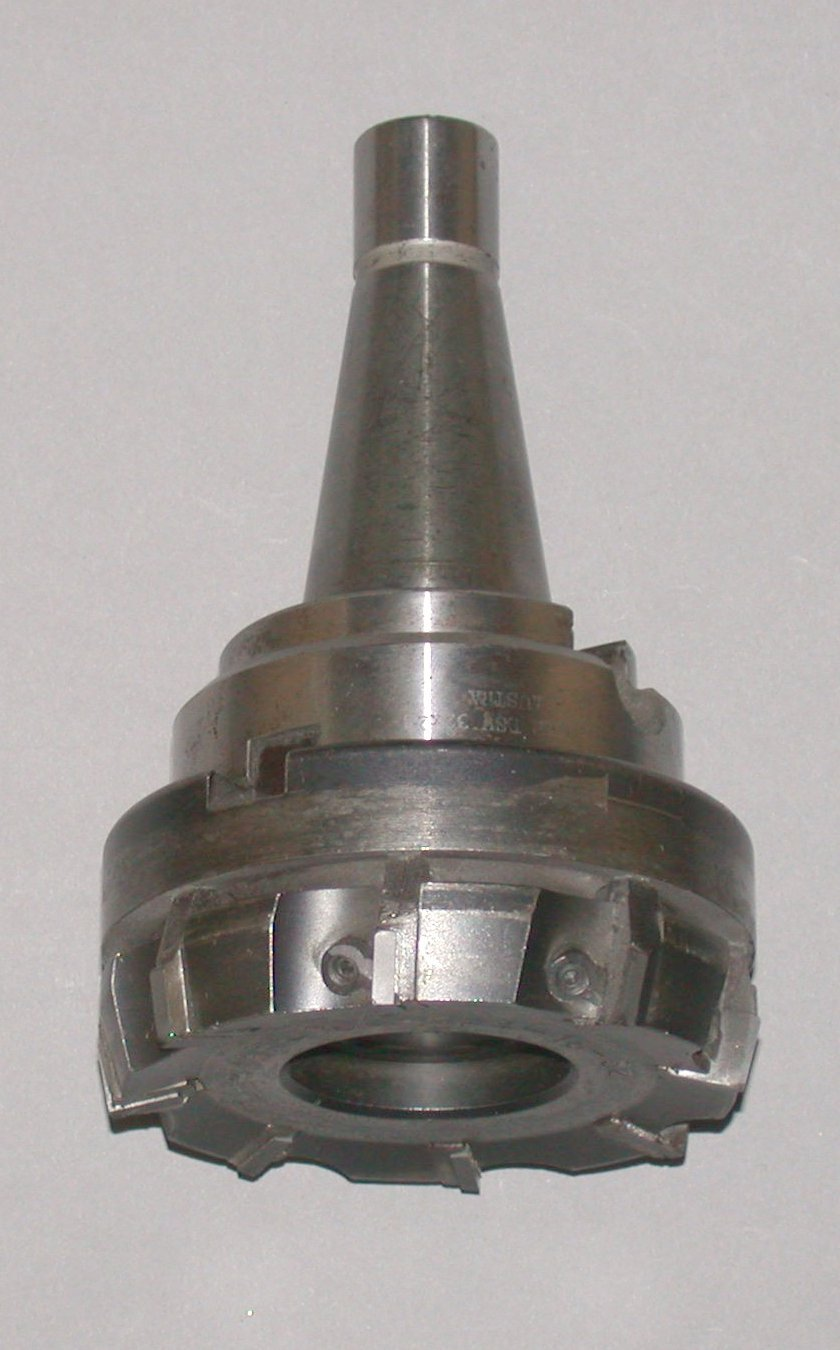
Frez z wkładkami z węglików spiekanych

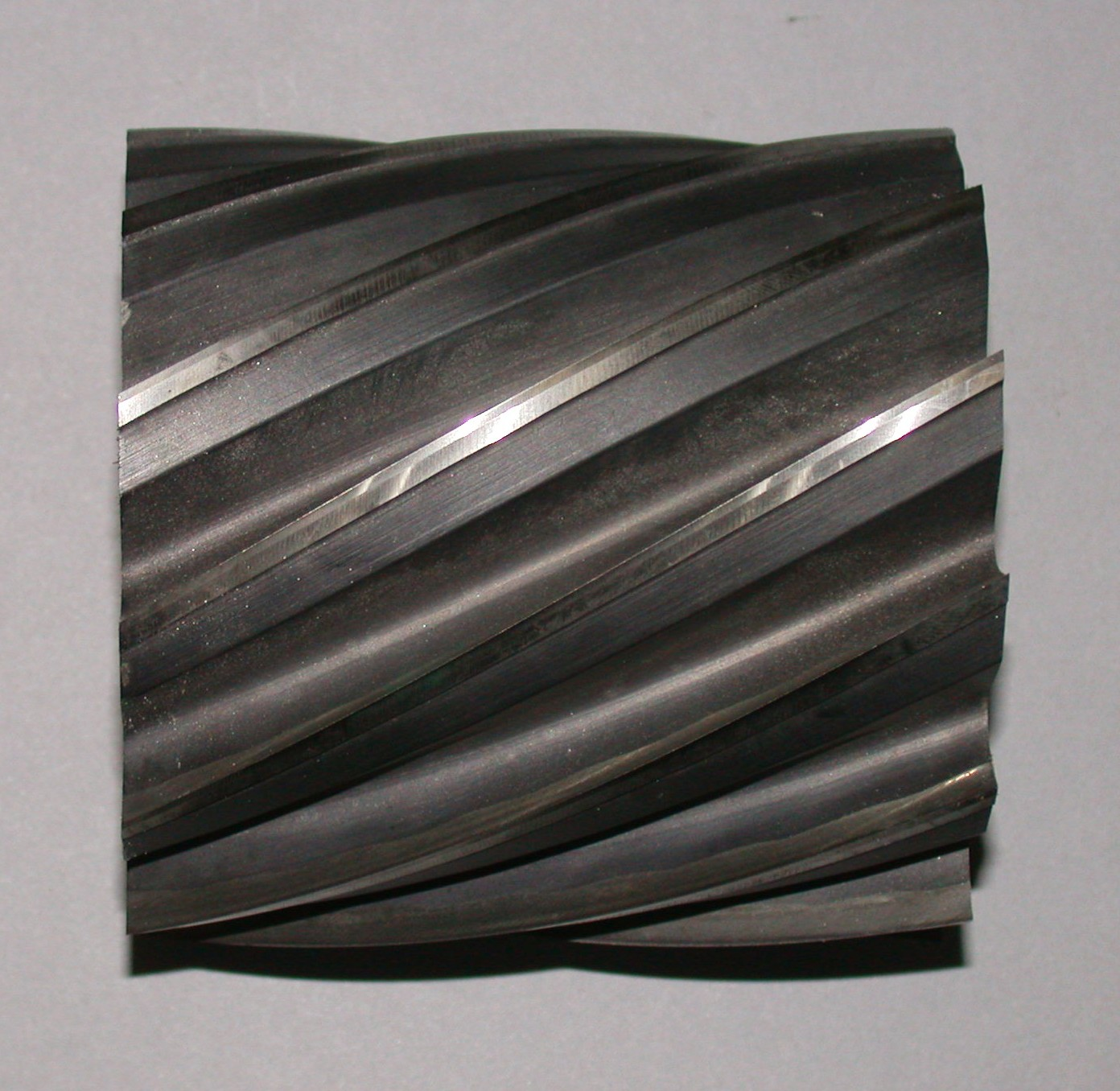
Frez trzpieniowy walcowy

Frez – wieloostrzowe narzędzie skrawające o ruchu obrotowym. Frezy są używane we frezarkach. Służą do obróbki powierzchni płaskich i kształtowych przedmiotów metalowych, drewnianych i z tworzyw sztucznych.

## Podział frezów ze względu na kształt
- frez walcowy – ostrza na powierzchni bocznej
- frez czołowy (oraz z czołem kulistym) – ostrza na powierzchni czołowej
- frez walcowo-czołowy
- frez tarczowy
- frez kątowy – ostrza na dwóch powierzchniach stożkowych, służy do jednoczesnego frezowania dwóch powierzchni płaskich nachylonych pod pewnym kątem
- frez kształtowy
- frez do gwintów
- frez modułowy do frezowania zębów kół zębatych
- frez ślimakowy do frezowania zębów kół zębatych metodą obwiedniową
- frez trzpieniowy
- frez palcowy – frez trzpieniowy walcowo-czołowy
- frez krążkowy

## Podział frezów ze względu na geometrię ostrzy
- walcowe – do obróbki płaszczyzn.
- walcowo-czołowe – do obróbki płaszczyzn, płaszczyzn z obrzeżem, rowków teowych oraz powierzchni dowolnych.
- tarczowe
  - trzystronne z ostrzami prostymi – do wykonywania rowków o zarysie prostoliniowym
  - trzystronne naprzemianskośne – również do wykonywania rowków o zarysie prostoliniowym
  - jednostronne (piłkowe) – do przecinania
- kątowe – do wykonywania rowków trapezowych i kątowych

## Podział frezów ze względu na materiał wykonania
- ze stali szybkotnącej (HSS)
- ze stali kobaltowej (HSS-E lub HSS-Co)

Kształty zębów: 1) jednościnowy 2) dwuścinowy 3) zataczany

- z węgliku spiekanego (HM)
- ze stali proszkowej (PM)
- z płytką diamentową (PKD lub DIA)

## Podział frezów ze względu na sposób mocowania
- frezy trzpieniowe,
- frezy nasadzane.